# Риск, Георгина
Георгина (Джорджина) Риск (в ряде источников Джорджина (Георгина) Ризк; араб: جورجينا رزق, латинизированный: Jūrjīnā Rizq; род. 3 января 1953, Бейрут) —  ливанская супермодель, фотомодель, светская львица и королева красоты; победительница конкурса красоты «Мисс Вселенная 1971 года».

## Биография
Георгина Риск родилась 23 июля 1953 года в столице Ливана городе Бейруте в христианской семье отца ливанца и матери венгерки. Помимо арабского, она может говорить на английском, французском и итальянском языках. 
Девушка с юных лет испытывала интерес к конкурсам красоты и, наконец, в 1970 году, состоялся её первый триумф, когда в напряжённой борьбе она завоевала титул «Мисс Ливан». Эта победа дала ей возможность принять участие в международном конкурсе «Мисс Мира 1970», но призового места там не заняла. Однако Дж. Риск не опустила руки у уже несколько месяцев спустя, 24 июля 1971 года во флоридском городе Майами-Бич в Соединённых Штатах Америки, представляла свою страну на конкурсе «Мисс Вселенная 1971», где сумела покорить жюри и, обойдя 59 девушек-претенденток на титул, была коронована как очередная «Мисс Вселенная». Возможно на судей повлияд и тот факт, что на конкурсе она сделала запоминающееся модное заявление, адресованное скорее всем женщинам исламских стран, надев очень откровенные топик и шорты.
Таким образом, Георгина Риск стала первой женщиной всего Ближнего Востока добившаяся победы на крупном международном конкурсе красоты. Кроме того, она единственная ливанка выигравшая конкурс такого масштаба в XX веке (проводился с 1952 года). Лишь в 2002 году в Токио её соотечественница Кристина Савайя получила корону «Мисс Интернешнл», а в 2003  и в 2007 году Доминик Хурани и Нэнси Афиони были удостоены титула «Мисс интерконтиненталь». Также в 2015 году «Мисс Ливан» Валери Абу Чакра вошла в пятёрку финалисток конкурса «Мисс Мира 2015».
Следующий конкурс «Мисс вселенная» проходил 29 июля 1972 года в отеле «Cerromar Beach Hotel» в Дорадо на карибском острове Пуэрто-Рико. 30 мая 1972 года, за месяц до телетрансляции театрализованного представления, 17 христианских паломников из Пуэрто-Рико вместе с другими жертвами были убиты во время нападения на аэропорт Лод в Израиле (ныне Аэропорт имени Бен-Гуриона). Резня была совершена тремя бойцами японской Красной Армии от имени Народного фронта освобождения Палестины (НФОП). Из-за опасений возможного возмездия убийства пуэрториканцев Георгине Риск не разрешили присутствовать на конкурсе «Мисс Вселенная», чтобы короновать свою преемницу, которой стала австралийка Керри Энн Уэллс. Она заявила, что и сама боялась ехать на этот конкурс красоты, опасаясь того, что может случиться.
До победы в конкурсе и во время своей коронации она встречалась со студентом-химиком французского университета по имени Филипп Дюк (фр. Philippe Duc). На пресс-конференции в 1971 году она заявила, что одобряет секс до брака, сказав, что «у нас должен быть большой опыт» и что «брак — непростая вещь». Позже Г. Риск утверждала, что ее комментарии были неверно процитированы: на самом деле она имела в виду, то что «одобряла добрачный секс, но только с между теми, кто любил друг друга и планировал создать семью».
Позднее Георгина Риск стала главным судьёй конкурса красоты «Мисс Ливан».

## Личная жизнь
Первым мужем Риск был Мухаррам Фуад, египетский певец и актёр, за которого она ненадолго вышла замуж в 1975 году. 
Позже Георгина Риск вышла замуж за Али Хасана Саламе (известен также под именем Абу Хасан), палестинца, который был руководителем операций «Черного сентября» и основателем «Подразделения 17». Пара провела свой медовый месяц на Гавайях, а затем осталась в Диснейленде. Когда Ризк забеременела, она вернулась в Бейрут. Саламе был убит Моссадом в 1979 году. Саламе, идентифицированный как ключевой участник Мюнхенской резни 1972 года, был убит в рамках мести Моссада после Мюнхенской олимпиады. Риск, находившаяся на шестом месяце беременности, когда Саламе был убит, родила сына Али Саламе (1979).
В 1990 году Риск вновь вышла замуж за известного ливанского певца Валида Туфика и родила от него ещё двоих детей.